# Otto Gildemeister

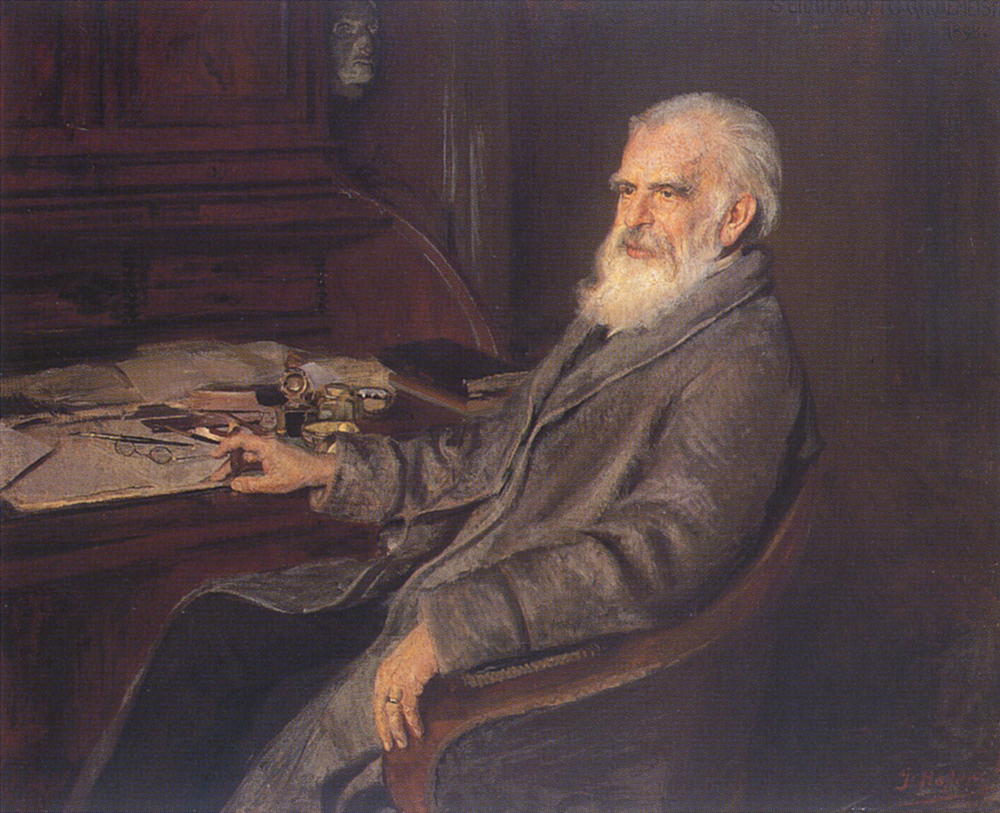
Porträt Otto Gildemeisters von 1898 von Gottfried Joseph Hofer

Otto Gildemeister (* 13. März 1823 in Bremen; † 26. August 1902 ebenda) war Journalist, Schriftsteller, Übersetzer, liberal-konservativer Politiker, Senator und Bremer Bürgermeister.

## Biografie

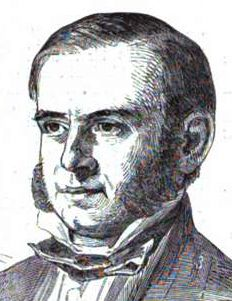
Otto Gildemeister, 1867. Grafik von Hermann Scherenberg.

Der Sohn des Bremer Senators Johann Carl Friedrich Gildemeister und Bruder des Architekten Karl Gildemeister begann bereits als Schüler damit, Klassiker der griechischen, römischen, englischen, französischen und italienischen Dichtung ins Deutsche zu übersetzen, z. B. Werke von Aischylos, Horaz, Tibull, Shakespeare, Byron, Ariost und Dante. Ab 1842 studierte Gildemeister in Berlin, 1844 weilte er in Bonn, anschließend abermals in Berlin. 1845 kehrte er nach Bremen zurück, wo er eine Stelle als Redakteur im literarischen Feuilleton der Weser-Zeitung annahm. Ab 1850 wirkte er hier in leitender Position. Während seines Studiums wurde er 1845 Mitglied der Burschenschaft Saxo-Rhenania Bonn.

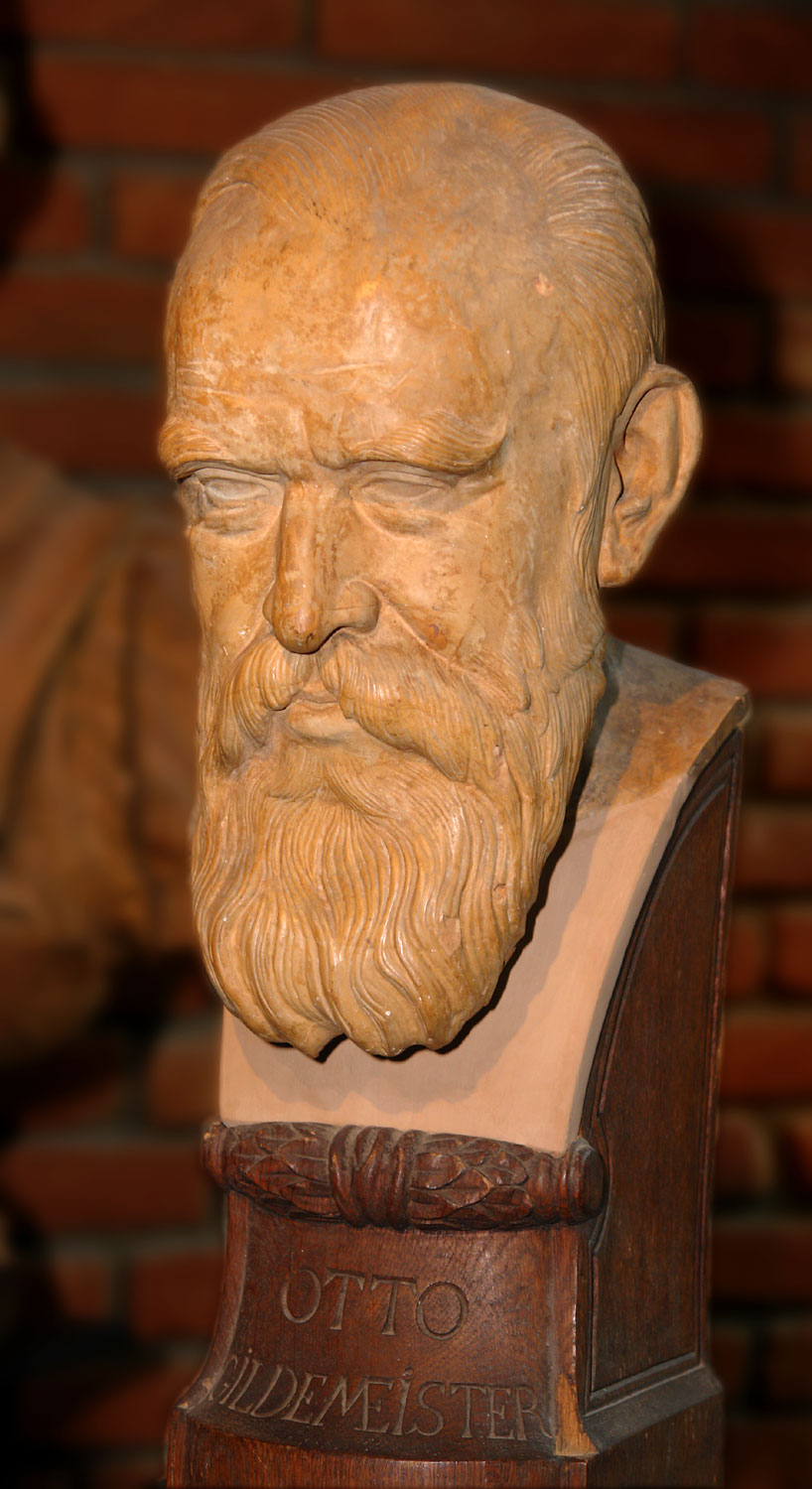
Gildemeister-Büste im Focke-Museum

1852 begann seine politische Karriere mit der Berufung zum Sekretär und Archivar des Bremer Senates. 1857 wurde er – vermutlich auf Betreiben von Johann Smidt – Senator mit dem Aufgabengebiet Auswärtige Angelegenheiten und Postwesen. Ab 1869 leitete er die Finanzdeputation, ab 1867 vertrat er Bremen im Norddeutschen Bund, ab 1870 gehörte er der Behörde für Handel und Schifffahrt an und ab 1878 führte er den Vorsitz des Tonnen- und Bakenamtes. Zwischen 1871 und 1886 war er viermal (1871–1875, 1882, 1884 und 1886) Bremer Bürgermeister, anschließend wieder Senator. Gildemeister war Mitglied der Freisinnigen Vereinigung.
Neben seiner politischen Laufbahn war Gildemeister stets auch als Schriftsteller und Übersetzer tätig. Seine Arbeiten umfassen u. a. eine 6-bändige Ausgabe der Werke Byrons, Ariosts Rasender Roland, Dantes Göttliche Komödie, sowie Sonette und Dramatische Werke Shakespeares. Nachdem er 1890 seine politischen Ämter endgültig niedergelegt hatte, widmete er sich wieder dem Journalismus. Eine Sammlung seiner Schriften erschien 1896/97 unter dem Titel Essays. Gildemeister wird darüber hinaus das bekannte Motto der Bremer Kaufmannschaft buten un binnen – wagen un winnen (Plattdeutsch für „draußen und drinnen – wagen und gewinnen“) zugeschrieben, das anlässlich der Umgestaltung der Fassade des Schütting zwischen 1895 und 1899 über dem Hauptportal am Markt angebracht wurde.
Otto Gildemeister verstarb am 26. August 1902 und wurde auf dem Riensberger Friedhof beigesetzt.

## Ehrungen
Die Otto-Gildemeister-Straße in Bremen-Schwachhausen wurde nach ihm benannt.

## Werke (Auswahl)

### Als Autor
- Allerhand Nörgeleien. Essays. Rütten und Loening, Berlin 1991, ISBN 3-352-00354-8.
- Lissy Susemihl-Gildemeister (Hrsg.): Briefe von Otto Gildemeister. Insel-Verlag, Leipzig 1922.

### Als Übersetzer
- George Gordon Byron: Lord Byrons Werke in sechs Bänden. 5. Aufl. Reimer, Berlin 1903 (EA 1845)[1].
- William Shakespeare: Sonette (Exempla Classica; Bd. 5). Fischer-Bücherei, Frankfurt/M. 1960 (EA 1871).
- William Shakespeare: Dramatische Werke. Brockhaus, Leipzig 1872 (EA 1867).
- Ludovico Ariosto: Der rasende Roland. Hertz, Berlin 1882 (4 Bde.).
- Dante Alighieri: Die Göttliche Komödie. Phaidon, Stuttgart 1984, ISBN 3-88851-044-9 (EA 1888).